# Nicola Vernola
Nicola Vernola (né le 26 mars 1932 à Bari et mort le 12 juillet 2000) est un avocat et homme politique italien.